# FORE Systems

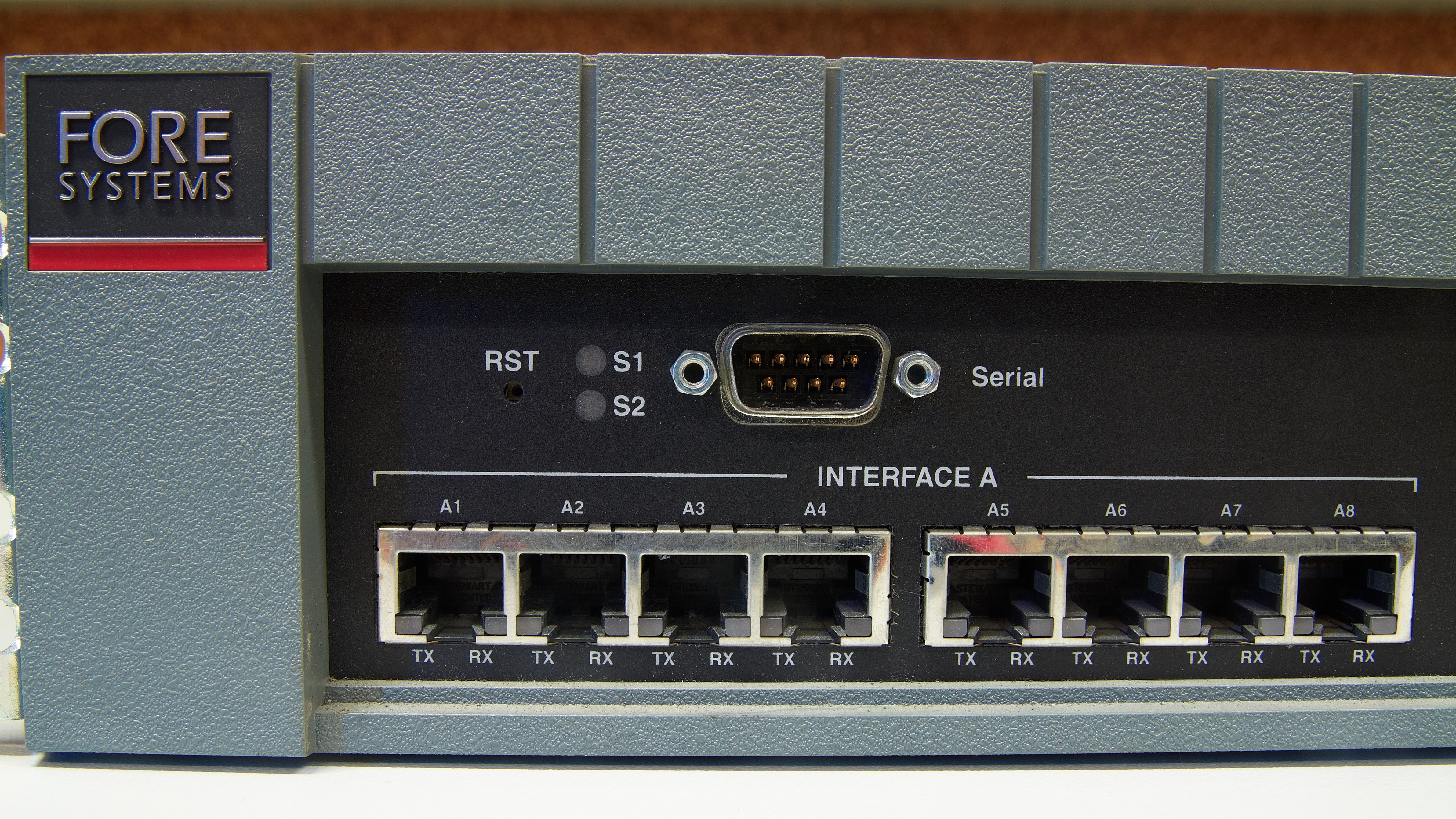
Switch ATM ForeRunner LE 25 de FORE Systems.

FORE Systems fue una compañía norteamericana líder en el área de equipos de conmutación ATM. Ahora es parte de Ericsson.
Fundada en 1990 por catedráticos de la Universidad Carnegie Mellon en un suburbio de Pittsburgh, Pensilvania. Su nombre es una sigle de las iniciales de sus fundadores: Francois Bitz, Onat Menzilcioglu, Robert Sansom, and Eric Cooper. 
FORE inicialmente producía tarjetas de red para sistemas SBus, Turbochannel y Silicon Graphics. El primer equipo switch de FORE llamado el ASX-1000 tenía capacidad para conectar 16 puertos en velocidad OC-3 (155 Mbit/s). Posteriormente llegaría a manejar interfaces OC-12 (622 Mbit/s).
La compañía fue capaz de posicionarse dentro del mercado de los proveedores de equipos de telecomunicaciones como una marca reconocida y fiable en un momento en que surgían nuevas tecnologías que hoy día están plenamente establecidas como el Gigabit Ethernet.
Fue adquirida por la británica GEC que después pasó a llamarse Marconi Corporation plc. Cuando FORE Systems fue adquirida, la burbuja punto com estaba en su pico más alto y por ello el precio de compra se elevó a los 4500 millones de dólares. En julio de 2001 Marconi plc tuvo una caída del 54% del precio de su acción pero sobrevivió y en 2006 fue adquirida por Ericsson.

## Adquisiciones
1998

Berkeley Networks Inc.
Fore Systems Inc. compró Berkeley Networks Inc. por 250 millones de dólares en dinero y acciones, adquiriendo principalmente equipos que aceleraban el paso de datos en redes locales.
1996

Scalable Networks Inc.
FORE Systems Inc. se hizo con Scalable Networks Inc. por 34 millones de dólares. Esta empresa era un desarrollador de tecnología ATM con base en Pensilvania.
1995

Alantec Inc.
FORE Systems Inc. compró a Alantec Inc. por 768 millones de dólares. Alantec, de San José, California fabricaba equipos con capacidad de integrar redes Ethernet y FDDI a ATM. 